# Sosnówka (powiat oleśnicki)
Sosnówka – wieś w Polsce położona w województwie dolnośląskim, w powiecie oleśnickim, w gminie Twardogóra.

## Podział administracyjny
W latach 1975–1998 miejscowość należała administracyjnie do województwa wrocławskiego.

## Turystyka
We wsi znajduje się największa na świecie prywatna kolekcja 25 żelbetonowych płyt stanowiących kiedyś Mur Berliński.